# Dipyle
Dipyle é um gênero de mariposa pertencente à família Acrolophidae.